# 电渗流
電滲流或電滲效應是於多孔介质、微通道、及其它流體管道兩端施加電壓時造成的流體流動。电渗流速度与管道尺寸无关，但是流体于压力梯度的关系尺寸大的管道中会更明显。电渗流对小尺寸流动意义更为重大。电渗流是化学分离技术中的重要技术，特别是毛细管电泳。电渗流可以发生在自然的未过滤的水中，如缓冲溶液。

## 起因
由於多孔介質材料、微通道壁或其它流体管道材料表面帶負電荷，液體中的正離子被吸引附著於通道壁上，最靠近通道壁的正離子被吸引的力量最強，距離通道壁越遠，正離子所受的吸引力越弱。水分子因具偶極性而吸附於正離子上， 當在通道兩端施加電壓時，距離通道壁較遠的正離子（受壁的吸引力較弱，可自由移動）游向負極，正離子帶著吸附於其上的水分子以及因為摩擦力牽引著其他水分子一齊游向負極 ，此即為電滲效應。
在溶液中，固体表面常因表面基团的解离或自溶液中选择性地吸附某种离子而带电。由于电中性的要求，带电表面附近的液体中必有与固体表面电荷数量相等但符号相反的多余的反离子。带电表面和反离子构成双电层。当电场加在流体上时，双电荷的净电荷被库仑力驱动而移动。这种流动即电渗流。